# Grupa Capoty – Dejeu
Grupa Capoty - Dejeu (rum. Grupul Capotă - Dejeu) – rumuńska antykomunistyczna grupa zbrojna w latach 1948–1957.
We wrześniu 1948 roku z powodu represji komunistycznych spowodowanych oporem chłopów przeciwko kolektywizacji w rejon Valea Drăganului w Górach Zachodniorumuńskich zbiegła pewna liczba chłopów. Wkrótce przyłączyły się do nich inne osoby, występujące przeciwko reżimowi komunistycznemu, wśród których znaleźli się byli wojskowi, duchowni, leśnicy i przedstawiciele inteligencji z okolicznych miejscowości. Powstał z nich oddział zbrojny, na czele którego stanął lekarz weterynarii Iosif Gheorghe Capotă, który był lokalnym sekretarzem Narodowej Partii Chłopskiej oraz dr Alexandru Dejeu z Huedin, także działacz tej partii. Brakowało im uzbrojenia. Partyzanci podzielili się faktycznie na 2 grupy, działające oddzielnie w rejonie wsi Brăișor i Hodiș oraz w rejonie wsi Dragu. Kolportowały one materiały z propagandą antykomunistyczną i zajmowały budynki lokalnych władz, gdzie niszczyły dokumenty związane z kolektywizacją. Nie prowadziły natomiast akcji zaczepnych przeciwko oddziałom bezpieczeństwa i milicji. W grudniu 1957 roku oddział został rozbity przez organy bezpieczeństwa po donosie jednego z mieszkańców okolicznych wsi. Po brutalnym śledztwie I.G. Capotę i A. Dejeu trybunał wojskowy w Klużu-Napoce skazał na przełomie maja i czerwca 1958 roku na karę śmierci, wykonaną we wrześniu w więzieniu w Gherla. Reszta aresztowanych dostała wyroki wieloletniego więzienia.